# Kékarcú dárdacsőrűkolibri
A kékarcú dárdacsőrűkolibri (Doryfera johannae) a madarak osztályának sarlósfecske-alakúak (Apodiformes) rendjébe és a kolibrifélék (Trochilidae) családjába tartozó faj.

## Rendszerezése
A fajt Jules Bourcier francia ornitológus írta le 1847-ben, a Trochilus nembe Trochilus ludovicae néven.

## Alfajai
- Doryfera johannae guianensis (Boucard, 1893)
- Doryfera johannae johannae (Bourcier, 1847)[2]

## Előfordulása
Brazília, Ecuador, Kolumbia, Guyana, Peru és Venezuela területén honos. Természetes élőhelyei a  szubtrópusi és trópusi síkvidéki és hegyi esőerdők.

## Megjelenése
Testhossza 11 centiméter.

## Természetvédelmi helyzete
Az elterjedési területe nagyon nagy, egyedszáma viszont csökken, de még nem éri el a kritikus szintet. A Természetvédelmi Világszövetség Vörös listáján nem fenyegetett fajként szerepel.